# Cherry Grove (Waszyngton)
Cherry Grove – jednostka osadnicza w Stanach Zjednoczonych, w stanie Waszyngton, w hrabstwie Clark.